# 维勒韦克
维勒韦克（法語：Villevêque，法語發音：[vilvɛk] ⓘ）是法国曼恩-卢瓦尔省的一个旧市镇，位于该省中部，属于昂热区。2019年，维勒韦克与市镇苏塞勒合并为新市镇安茹地区里沃迪卢瓦，维勒韦克为新市镇行政中心。

## 地理
维勒韦克（47°33'39"N, 0°25'24"W）面积28.03 平方千米，位于法国卢瓦尔河地区大区曼恩-卢瓦尔省，该省份为法国西部内陆省份，大致对应安茹地区，北起顺时针与马耶讷省、萨尔特省、安德尔-卢瓦尔省、维埃纳省、德塞夫勒省、旺代省、大西洋卢瓦尔省和伊勒-维莱讷省接壤。
与维勒韦克接壤的市镇（或旧市镇、城区）包括：昂达尔、布里奥莱、科尔泽、埃库夫朗、佩卢阿耶莱维涅、勒普莱西-格拉穆瓦尔、安茹地区韦里耶尔、萨里涅、苏塞勒、圣西尔万当茹。
维勒韦克的时区为UTC+01:00、UTC+02:00（夏令时）。

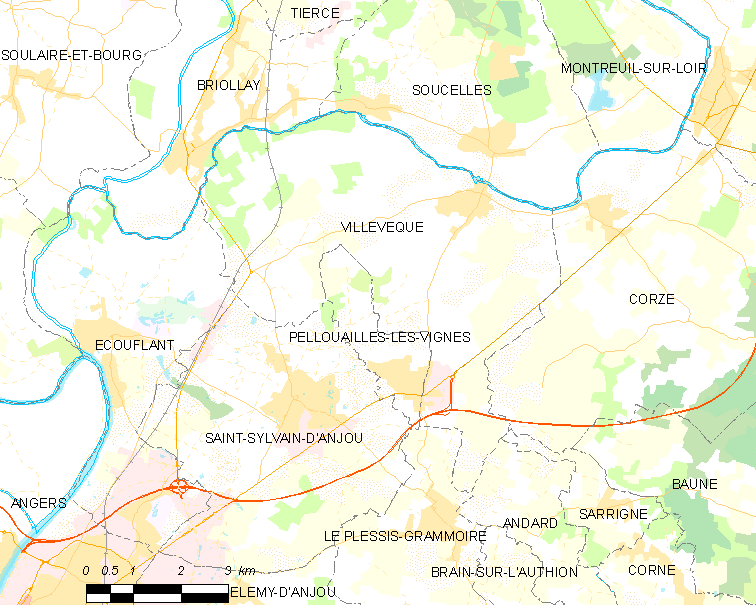
维勒韦克的OSM定位图

## 行政
维勒韦克的邮政编码为49140，INSEE市镇编码为49377。

## 政治
维勒韦克所属的省级选区为昂热第六县。

## 人口

1962-2008年间维勒韦克人口变化图示

维勒韦克于2018年1月1日时的人口数量为3037人。